# Ryō Aono
Ryō Aono (jap. 青野令 Aono Ryō; ur. 15 maja 1990 w Matsuyamie) – japoński snowboardzista specjalizujący się w halfpipe'ie, mistrz świata i zdobywca Pucharu Świata.

## Kariera
Po raz pierwszy na arenie międzynarodowej pojawił się 6 stycznia 2004 roku w Happo One, gdzie w zawodach FIS Race zajął 25. miejsce. W 2005 roku wystartował na mistrzostwach świata juniorów w Zermatt, zajmując czternaste miejsce. Podczas rozgrywanych rok później mistrzostw świata juniorów w Vivaldi Park uplasował się dwie pozycje wyżej.
W Pucharze Świata zadebiutował 26 lutego 2005 roku w Sungwoo, gdzie zajął 19. miejsce. Tym samym już w swoim debiucie wywalczył pierwsze pucharowe punkty. Na podium zawodów tego cyklu po raz pierwszy stanął 18 lutego 2007 roku w Furano, kończąc rywalizację na pierwszej pozycji. W zawodach tych wyprzedził dwóch rodaków: Kōhei Kudō i Kazuhiro Kokubo. Najlepsze wyniki w Pucharze Świata osiągnął w sezonie 2015/2016, kiedy zwyciężył w klasyfikacji generalnej AFU i w klasyfikacji halfpipe’a. Ponadto w sezonie 2010/2011 był trzeci w klasyfikacji generalnej i drugi w klasyfikacji halfpipe’a. W halfpipe’ie zajął również pierwsze miejsce w sezonach 2006/2007 i 2008/2009 i trzeci w sezonie 2013/2014.
Jego największym sukcesem jest złoty medal wywalczony na mistrzostwach świata w Gangwon w 2009 roku. Wyprzedził tam Jeffa Batchelora z Kanady i Francuza Mathieu Crepela. Był też między innymi piąty podczas mistrzostw świata w Stoneham w 2013 roku. W 2010 roku zajął dziewiąte miejsce podczas igrzysk olimpijskich w Vancouver. Brał też udział w igrzyskach olimpijskich w Soczi cztery lata później, jednak zajął 37. miejsce.

## Osiągnięcia

### Igrzyska olimpijskie
| Miejsce | Dzień     | Rok  | Miejscowość | Konkurencja | Zwycięzca           |
| ------- | --------- | ---- | ----------- | ----------- | ------------------- |
| 9.      | 17 lutego | 2010 | Vancouver   | Halfpipe    | Shaun White         |
| 37.     | 11 lutego | 2014 | Soczi       | Halfpipe    | Iouri Podladtchikov |

### Mistrzostwa świata
| Miejsce | Dzień       | Rok  | Miejscowość | Konkurencja | Zwycięzca           |
| ------- | ----------- | ---- | ----------- | ----------- | ------------------- |
| 65.     | 20 stycznia | 2007 | Arosa       | Halfpipe    | Mathieu Crepel      |
| 1.      | 23 stycznia | 2009 | Gangwon     | Halfpipe    | -                   |
| 8.      | 20 stycznia | 2011 | La Molina   | Halfpipe    | Nathan Johnstone    |
| 5.      | 20 stycznia | 2013 | Stoneham    | Halfpipe    | Iouri Podladtchikov |

### Puchar Świata

#### Miejsca w klasyfikacji generalnej
- sezon 2004/2005: -
- sezon 2005/2006: 191.
- sezon 2006/2007: 6.
- sezon 2007/2008: 39.
- sezon 2008/2009: 20.
- sezon 2009/2010: 147.
  - AFU[2]
- sezon 2010/2011: 3.
- sezon 2011/2012: 12.
- sezon 2012/2013: 17.
- sezon 2013/2014: 6.
- sezon 2015/2016: 1.

#### Zwycięstwa w zawodach
1. Furano – 18 lutego 2007 (halfpipe)
2. Calgary – 2 marca 2007 (halfpipe)
3. Calgary – 3 marca 2007 (halfpipe)
4. Cardrona – 1 września 2007 (halfpipe)
5. Sungwoo – 16 lutego 2008 (halfpipe)
6. Gujō – 14 stycznia 2009 (halfpipe)
7. Stoneham – 18 lutego 2011 (halfpipe)
8. Calgary – 26 lutego 2011 (halfpipe)
9. Cardrona – 26 sierpnia 2012 (halfpipe)
10. Stoneham – 18 stycznia 2014 (halfpipe)
11. Mammoth Mountain – 24 stycznia 2016 (halfpipe)
12. Sapporo – 14 lutego 2016 (halfpipe)

#### Pozostałe miejsca na podium w zawodach
1. Stoneham – 18 marca 2007 (halfpipe) - 2. miejsce
2. Cardrona – 7 września 2008 (halfpipe) - 2. miejsce
3. Cypress – 14 lutego 2009 (halfpipe) - 2. miejsce
4. Saas-Fee – 3 listopada 2011 (halfpipe) - 2. miejsce
5. Park City – 6 lutego 2016 (halfpipe) - 2. miejsce

- W sumie (12 zwycięstw, i 5 drugich miejsc)